# Івайловград
Іва́йловград (болг. Ивайловград) — місто в Хасковській області Болгарії. Адміністративний центр общини Івайловград.

## Населення
За даними перепису населення 2011 року у місті проживали 3739 осіб.
Національний склад населення міста:
| Національність   | Кількість осіб | Відсоток |
| ---------------- | -------------- | -------- |
| болгари          | 3483           | 98,9%    |
| турки            | 11             | 0,3%     |
| цигани           | 0              | 0%       |
| інша             | 18             | 0,5%     |
| не визначились   | 10             | 0,3%     |
| Всього відповіли | 3522           |          |

Розподіл населення за віком у 2011 році:

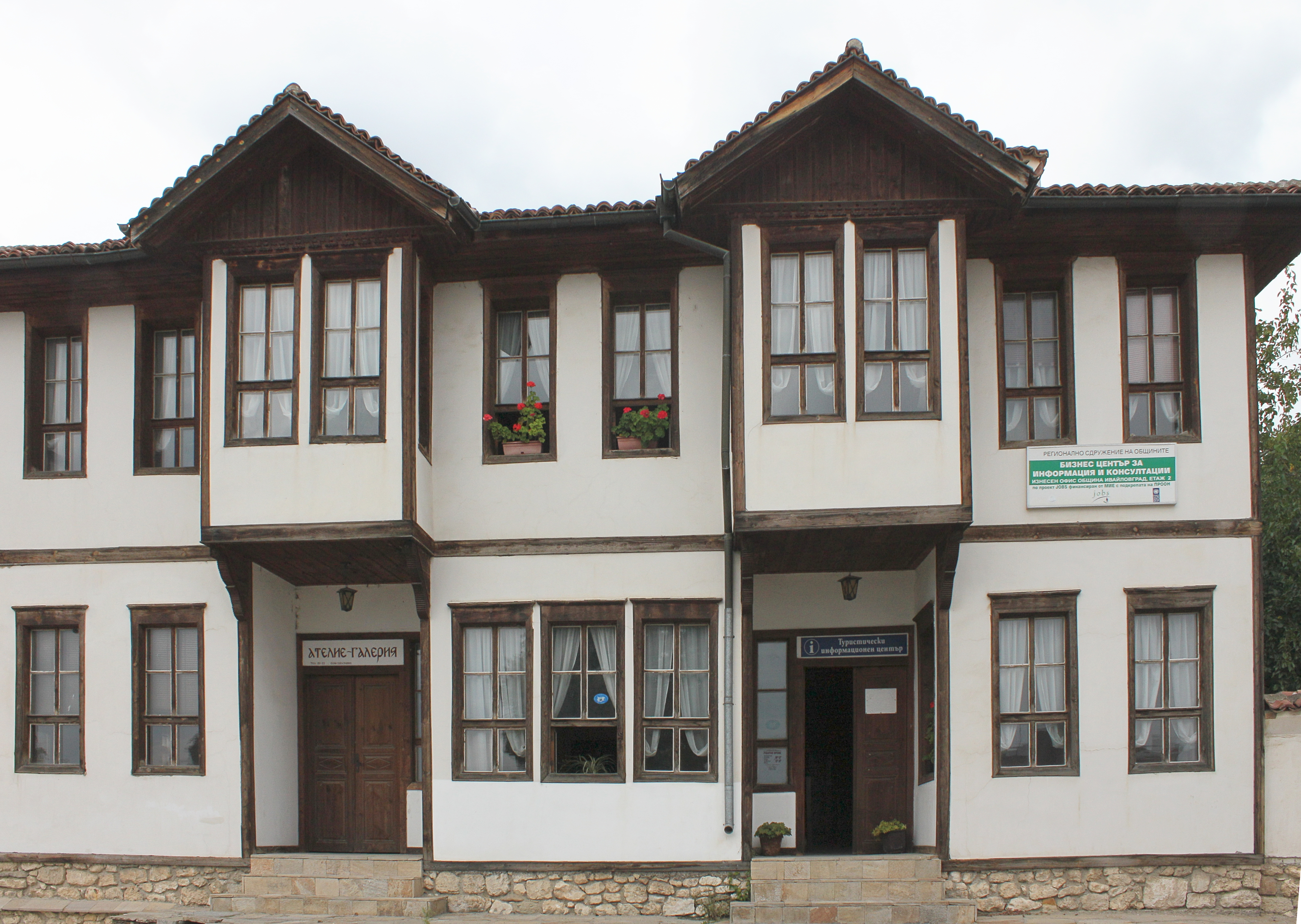
Будинок Мутафчиєва, сьогодні туристичний центр; 2011

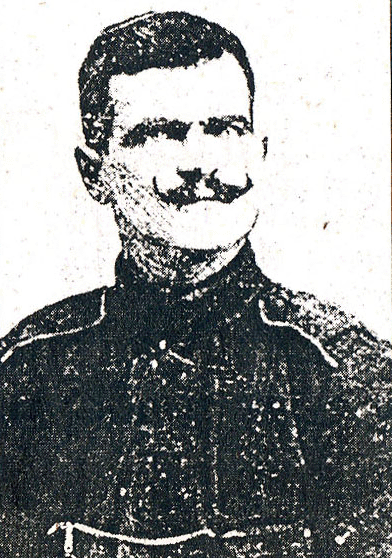
Руси Димитров, борець за свободу Івайловграда, член ВМОРО; 1912-1918

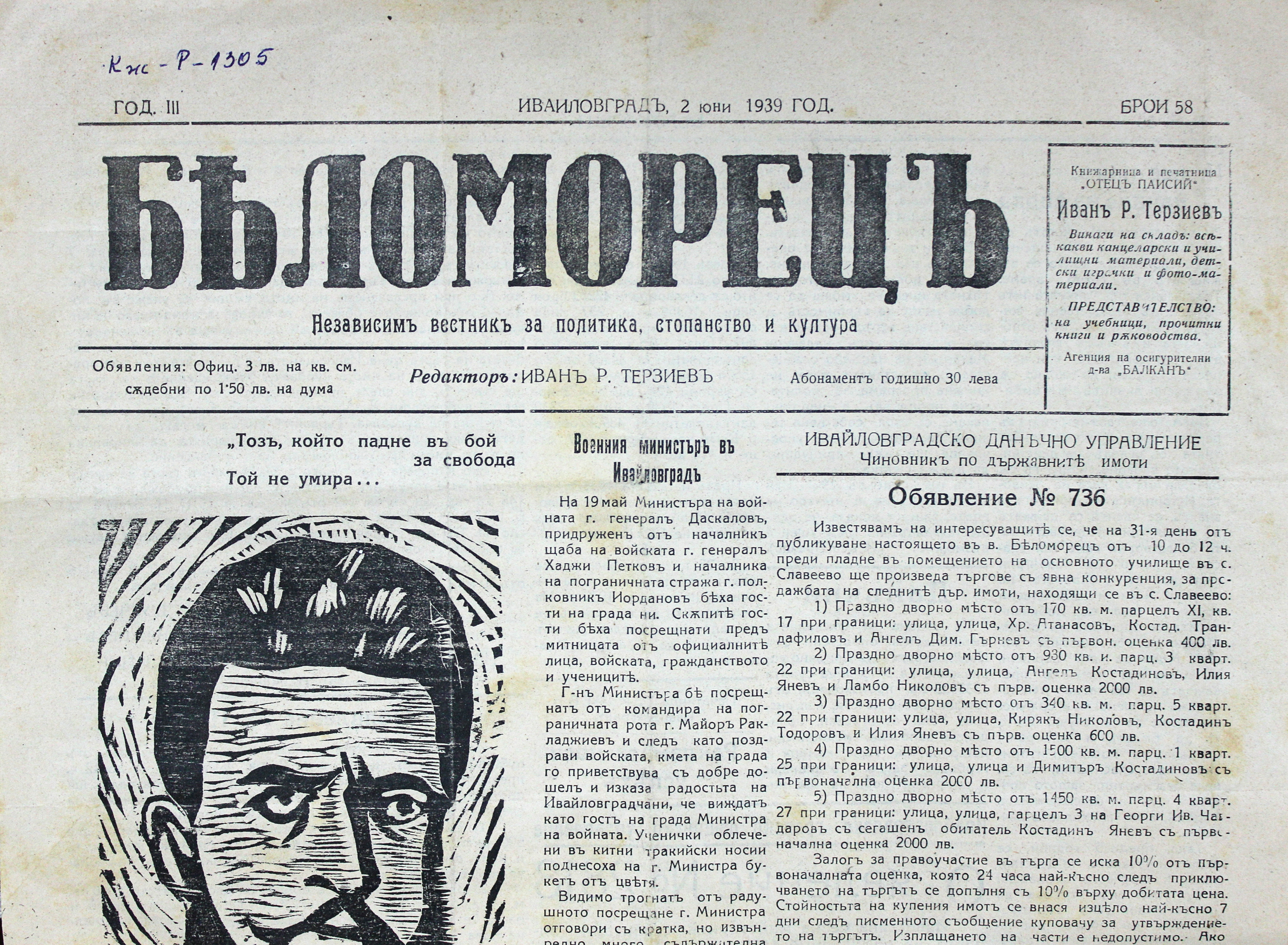
Перша сторінка міської газети "Беломорець" 1939 року

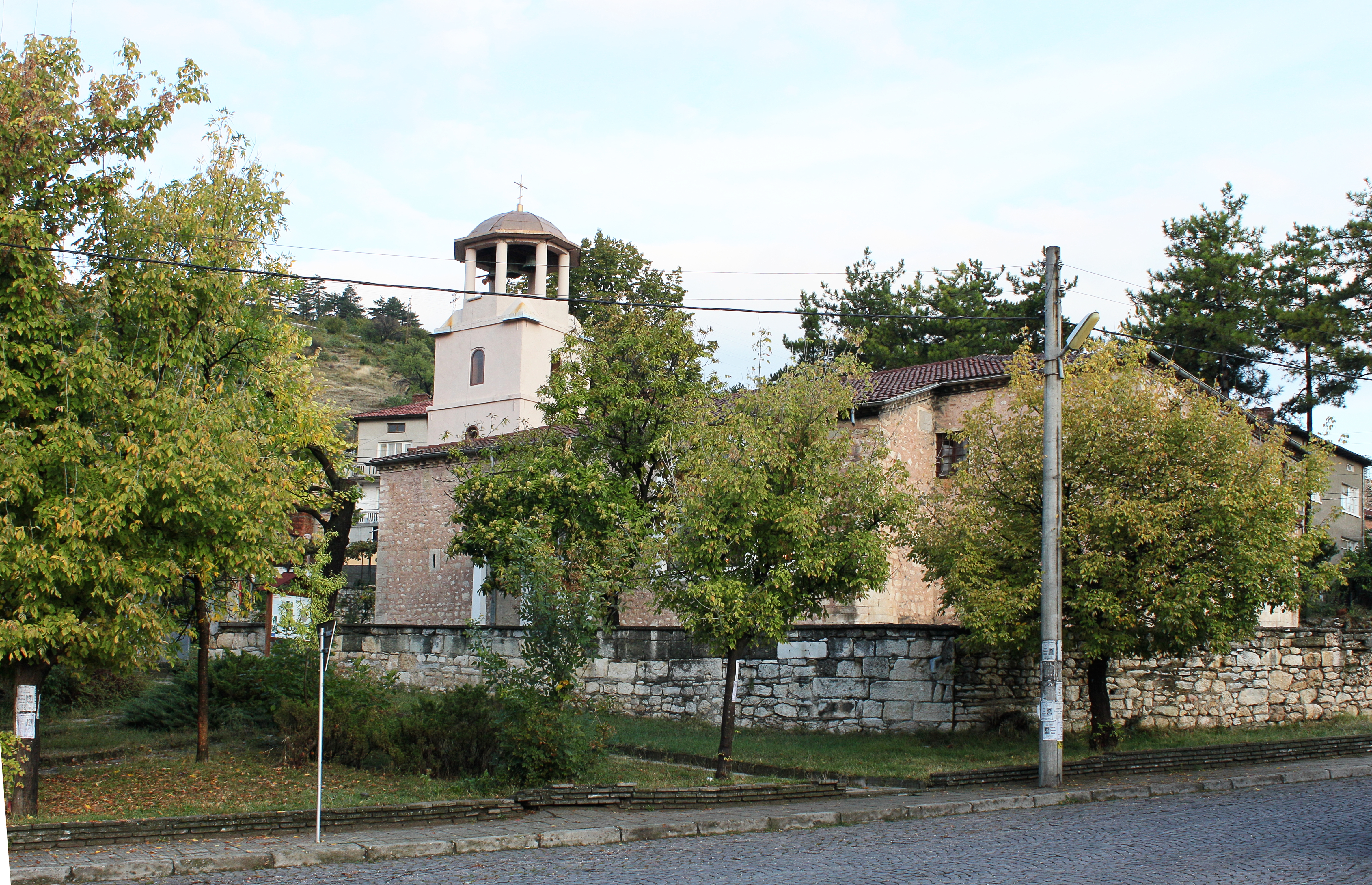
Церква Преображення Господнього, побудована в 1805 році, повністю перебудована в 1828 році; 2011

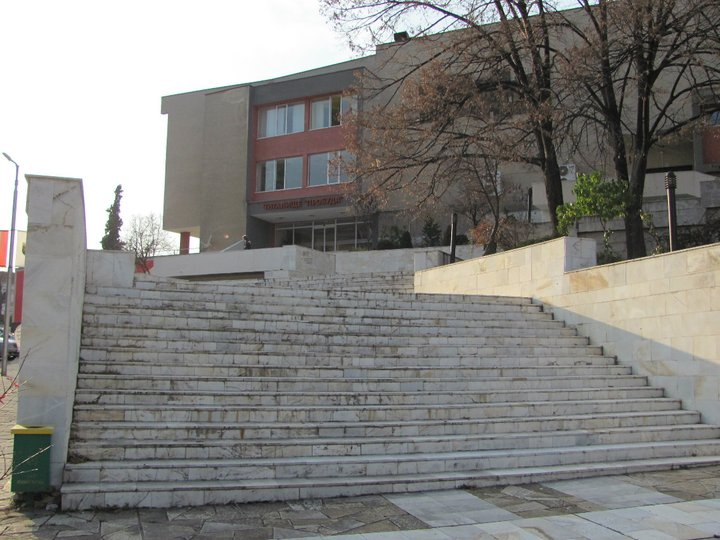
Вид на громадський центр "Пробуда"; 2011

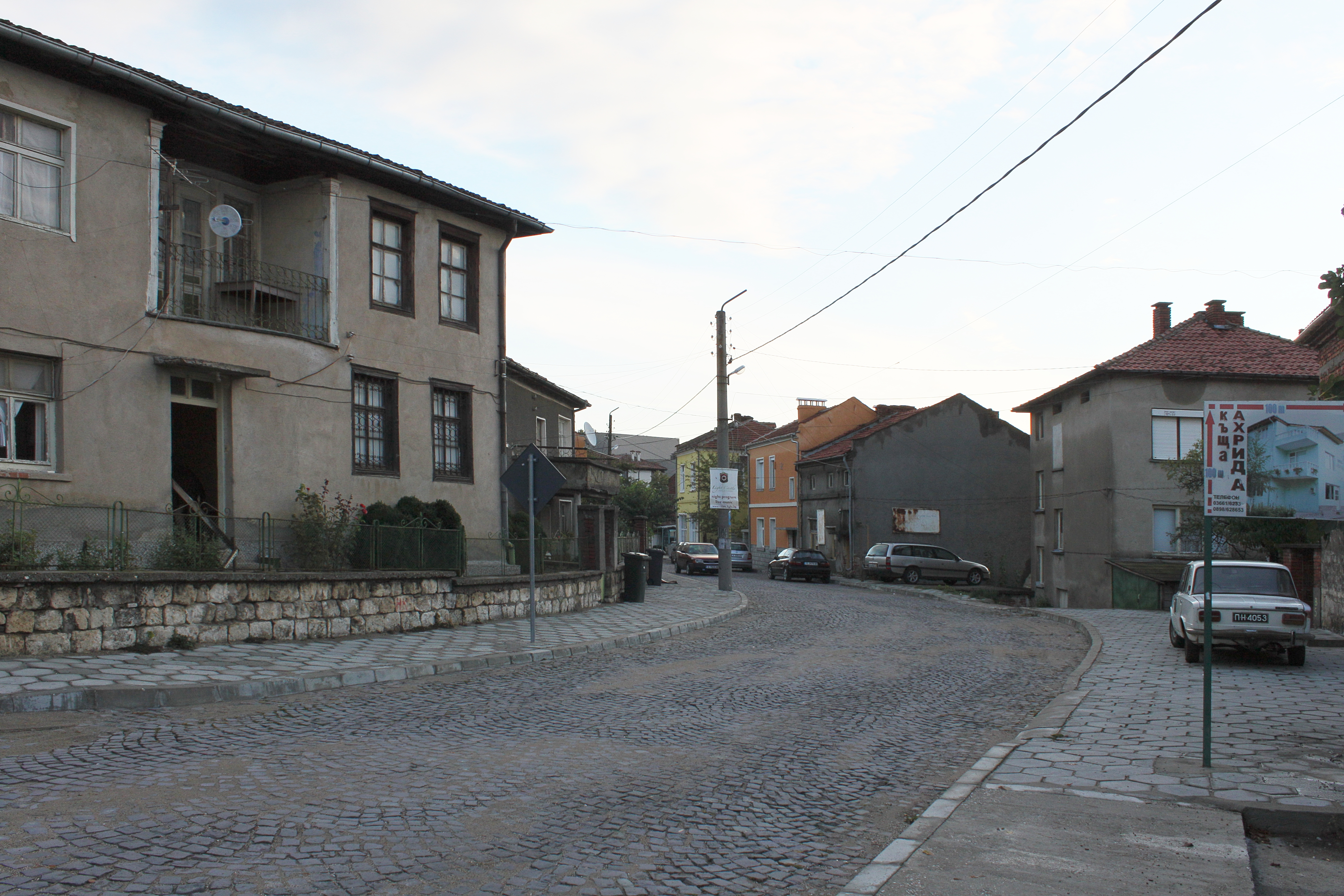
Вулиця в старій частині міста; 2011

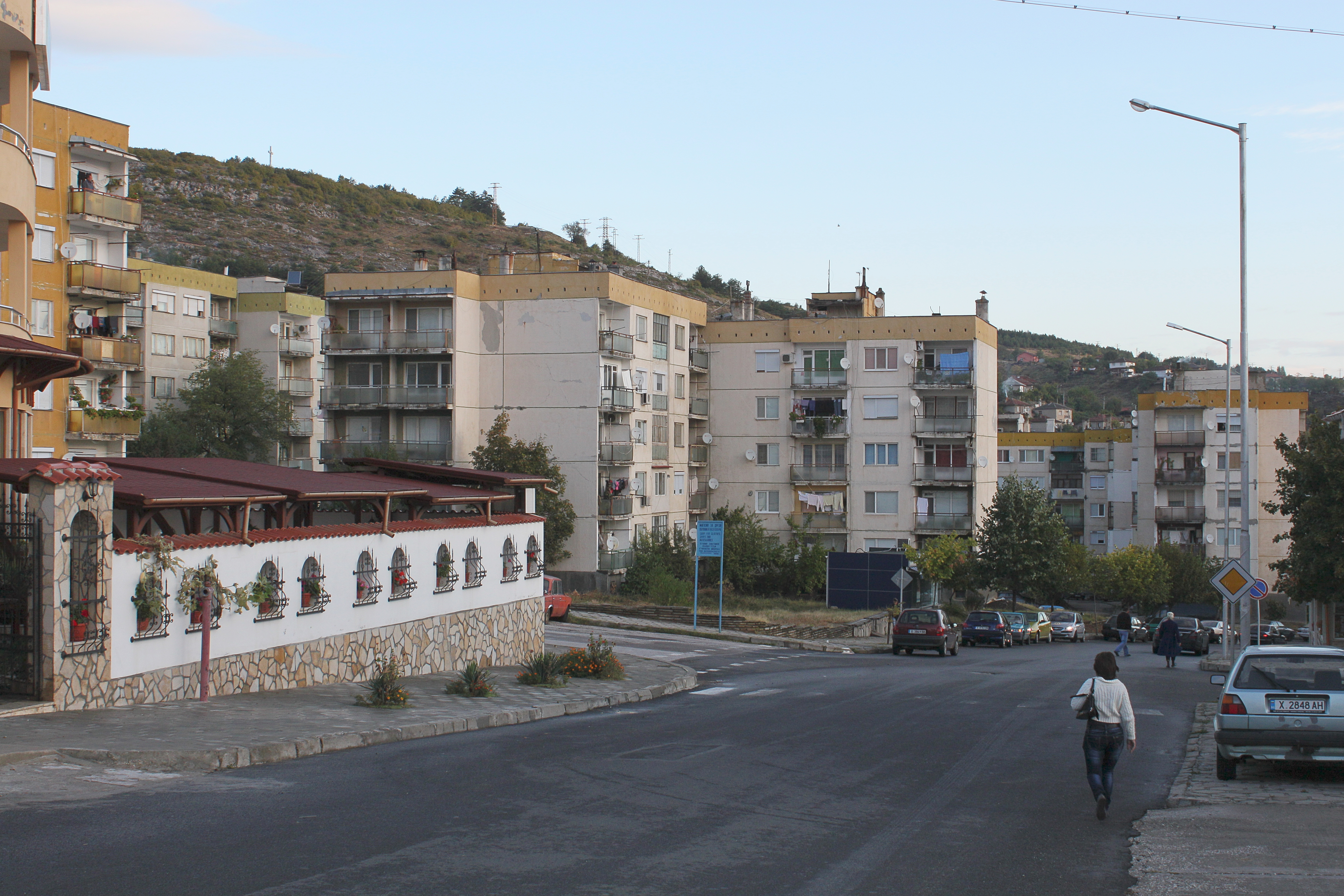
Вид на район Дружба (новий район міста); 2011

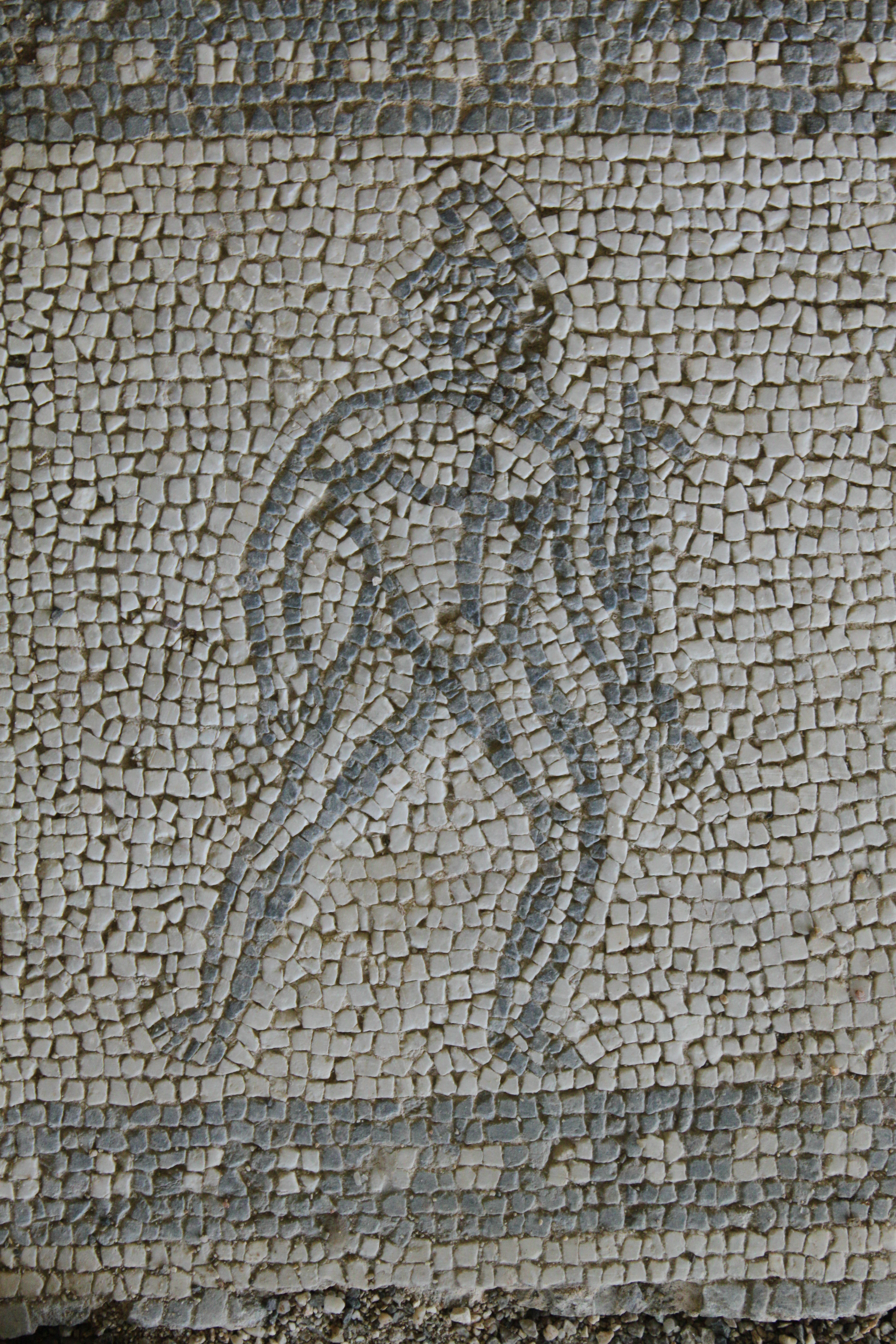
Мозаїка підлоги римської вілли "Арміра"

Динаміка населення:

## Географія

### Розташування
Івайловград розташований у крайній частині Східних Родопів по середньому руслу річки Арда та її притоках Біла і Луда.  Це єдине місто в Болгарії, з якого, прямуючи на північ можна потрапити  до Греції.
Муніципалітет Івайловград розташований у південно-східній частині гір Родопи.  На сході і півдні межує з Республікою Греція та  сусідніми на півночі і заході муніципалітетами Любимець, Маджарово і Крумовград.

### Клімат
Клімат регіону перехідно-середземноморський. Територія муніципалітету становить 820 км. кв  і повністю потрапляє в фізико-географічну область Східних Родоп, висота якої коливається від 70 до 700 м.  Рельєф регіону має чітко визначений низькорівневий і долинний характер.

## Історія

### Перші свідчення
У середньовіччі на місці Лиджанського кварталу була  фортеця Лютиця. Найбільш ранні відомості про неї з 9-10 ст., коли згадки про єпархійський центр Лютиця з`яляються у єпархійних списках часів імператора Льва VI (886 - 912) і патріарха Миколи Містика.  Лютиця відома також спогадами імператора Іоанна VI Кантакузина (1347 - 1354), війська якого досягли фортеці в 1342 - 1343 роках. Місто було зруйновано під час вторгнення турків-османів у Східні Родопи 1362 року 

### Османський період
Османи перейменування місто на Ортакьой, буквально в перекладі з турецької Середнє село, село в середині. Про часи османського панування та в період болгарського Відродження інформації мало. У документах, що стосуються економічного та політичного статусу Едірнського вілаєту (територія навколо Едірне, Димотіка і Софлу) згадується, а Ортакьоська каза, яка названа невеликою із  незначною площею. Через розбрат в Османській імперії та  кирджалійський рух, наприкінці XVIII та XIX століть почався масовий виїзд болгарського населення до Малої Азії.
Визвольна російсько-турецька війна, Балканська і Міжсоюзні війни, їх наслідки призвели до безпрецедентної концентрації болгарського населення з Родопів, Егейської Фракії та Малої Азії в кордонах знову звільненої Болгарії.

### Балканські війни
Після Визволення Болгарії від османського правління, згідно з рішеннями Берлінського конгресу 1878 р., Іваїловградський район залишився в межах Османської держави. У 1912 р. під час Балканської війни Східні Родопи потрапили в оперативний периметр Окремої збірної кінної бригади під командуванням генерал-майора Олександра Танева.
Влітку 1913 р. у Гюмюрджинській області був створений автономне уряд, на чолі з головою Хафізом Салі. Плановане винищування болгарського національного елементу в Егейській Фракії дипломатично надається неофіційний характер. Штучно створені труднощі та формальності дозволяють автономістам ефективно використовувати цей період до відновлення болгарської адміністрації в Егейському регіоні. Гумяргинські автономні четники прибувають до Івайловграда 29 липня 1913 року.  Місцеве болгарське населення в окрузі залишено напризволяще.  З їхнею честю, власністю і життям починають розпоряджатися  башибузуки, дезертирами  османської армії, грецькими і албанськими шовіністи.  Їх очолює Іляз бей, який також створює регіональну автономну міліцію.  Були сформовані піхотні та кавалерійські формування з головами.

### Розоріння фракійців
У вересні-жовтні 1913 р.  автономні формумання  в селах Камильський Дол, Сив Кладенець, Покрован, Хухла, Горішнє-Луково, Горносельці, Гугутка, Попсько і Драбишна вбивають чоловіків, жінок, дітей та людей похилого віку.  Тому з повним обґрунтуванням проф.  Любомир Мілетич, автор книги "Разоріння фракійських болгар", пише: "... всі вони так сильно постраждали, що можна сказати, що Ортаківський район (Івайловградський район) є найбільш нещасним серед постраждалих районів Нової Болгарії ".
Були зруйновані сотні будинків і господарських будівель, церков, шкіл, бібліотек.  Також загинули місцеві адміністративні, церковні та освітні активісти.  Нанесені невиліковні психічні травми   корінному болгарському населенню.  Тільки втручання піхотного полку і загонів відомих фракійських лідерів  Димитра Маджарова і Руси Славова запобігає повному винищенню Івайловграда.  Тільки після цього він почав своє мирне життя як один з провідних бастіонів болгарської держави.  Після підписання мирних договорів відновився процес політичного, адміністративного, освітнього та культурного розвитку.  Створені інститути, організації, відділи та структури болгарської державності.

### Після воєн (1913-1919)
До 1913 р. населення Ортакьоя (Івайловграда) було повністю грецьким, включаючи кілька греко-македонських сімей.  Проте в околицях міста переважали турки і болгари (християни і мусульмани).  Під час Першої Балканської війни, щоб зломити претензії місцевих болгар і болгарської держави, турецькі і грецькі війська розгромили болгарські села в регіоні.  Православні греки також беруть участь у погромах.  Після того, як відомо, Іваїловградська область залишатиметься під контролем болгар, а грецьке населення побоюючись болгарської помсти  місто покидає.
Після воєн і перенесення Егейської та Східної Фракії до Греції та Туреччини багато болгар залишили свої рідні місця і вирушили до Болгарії.  Таким чином, знелюджені Івайловград і села регіону стали домом для болгарських біженців з Егейської Фракії, Адріанополя, османів,  повернулися на батьківщину і окремі болгарських сімейства з Македонії.

### Релігії
Жителі Івайловграда є переважно православними.
Місто є центром Івайловградського єпископату, одного з восьми прилеглих до Пловдивської єпархії Болгарської Православної Церкви.  Храми Болгарської Православної Церкви в місті:
- Церква "Преображення Господнього", побудована в 1805 році, повністю реконструйована в 1828 році  (архітектурний та мистецький пам'ятник культури національного значення);
- Церква Святого Пророка Іллі, побудована в 1872 році як  єпископський храм, найбільший храм в Івайловграді;
- "Св. Костянтин і Олена"
- Свято-Івайловградський монастир "Святий Костянтин і Олена" (Лиджанський), розташований приблизно в 2 - 3 км на південь-південний захід від квартарлу Лиджа.

### Міста-побратими
- Лонго, Франція
- Кіпринос, Греція

## Економіка
Поруч з містом знаходяться гребля Івайлівград і Івайловградська ГЕС.  Поруч знаходиться пункт пропуску Івайловград-Кіпринос.

## Освіта
- Вища школа "Христо Ботев"

## Визначні пам'ятки

### Вілла Арміра
Вілла "Арміра" - це давня римська вілла біля Івайловграда. Сьогодні це пам'ятка культури національного значення. Була відкрита в 1964 році, коли була побудована дамба в 1,5 км на південний захід від кварталу Лиджа.  У подальших археологічних розкопках на  землях були виявлені залишки заміської вілли  часів Римської імперії.  Згодом вона стала популярною під назвою "Вілла Арміра", що походить від назви невеликої річки Арміра, притоки річки Арда , на узбережжі якої була побудована вілла.
Стародавня вілла "Арміра" - вражаючий комплекс житлових і промислових будівель на площі 2200 м². Його житлова площа займає 978 кв. м, охоплює великий внутрішній дворик, оточений критою галереєю з колонадою (перістіл) і басейном (імплувіум) посередині.  Навколо неї знаходяться житлові приміщення   - їдальня, вітальня, кухня, спальня, ванна кімната тощо.  Обогрів здійснювався гіпокаустом (підлогове опалення, де підлога будівлі піднімалася на колони з цегляних або керамічних труб, між якими циркулює тепле повітря зі спеціально розроблених пічей).
Під час розкопок були виявлені добре збережені мозаїки з образними і геометричними мотивами, капітелі, ажурні парапети, герми, профільовані фрагменти колон, пілястри, карнизи та мармурова підкладка.  Знайдено багато керамічних посудин, прикрас і предметів побуту.  Вілла являє собою чудовий особняк, у номерах якого, крім прикрашених мозаїчних підлог, декорована багата мармурова декорація і кольорова фреска.  У цьому відношенні вілла, безсумнівно, виступає як найбільш розкішних з усіх відомих досі подібних будівель на території римської Фракії.  Будинки з подібною багатою мармуровою відділкою рідкісні в провінціях Римської імперії.  Особливо важливим є той факт, що ступінь зберігання декоративних елементів дозволяє практично завершити реконструкцію інтер'єру будівлі.

### Фортеця Лютиця
У муніципалітеті Івайловград є ще одна цінна спадщина минулого   - фортеця Лютиця. Це одна з найкраще збережених у своїй початковій формі середньовічних фортець на болгарських землях. Стіни, що оточують площу 14 га,  висотою 6 метрів і мають товщину 1,75 м. Їх оборона посилена 12 вежами, деякі з яких збереглися до первісної висоти у 9 м.  Вежі були триповерховими і  обладнані скосами.  Нижні поверхи південних веж використовувалися як житлові приміщення, а на півночі   - як резервуари води.
Вперше назва фортеці з'являється в єпископських списках з часів імператора Лева VI Філософа (886 - 912)  Зруйнована багато разів, у своєму нинішньому вигляді, вона, ймовірно, була побудована в XII-XIII столітті за часів царя Калояна.
Загальновідомо, що під час османського вторгнення Лютица була завойована без бою.  Як наслідок, вона не тільки не була зруйнована, а й зберегла свій статус єпископського центру.

### Театри
У 1914 р  місто створило автономний театр.  Першу зіграна п'єса на сцені - «Нещасне прізвище» Василя Друмева.

### Музеї та бібліотеки
- Муніципальний історичний музей, ул. Яворова "№1Б
- Будинок-музей "Мірчо Паскальов"
- Громадська читальня "Пробуда"
- Будинок Мутафчиєва

### Регулярні події
- 14 лютого   - свято міста і свято св.  Трифон Зарезан у старому стилі
- Перша субота червня   - Ілієва нива: щорічно в пам'ять про дітей, загиблих в балканських війнах, проводиться пам'ятна виставка.
- Початок вересня   - "Традиційна кулінарна спадщина": фестиваль традиційної їжі, побуту та ремесел, що проходить з 2012 року

## Особи
- Ангелос Піменідіс (1904)   - 1968), грецький просвітитель і історик[7]
- Івайло Балабанов, поет
- Георгій Георгієв - Гочете (1924 -), актор Дитячий центр; 2011

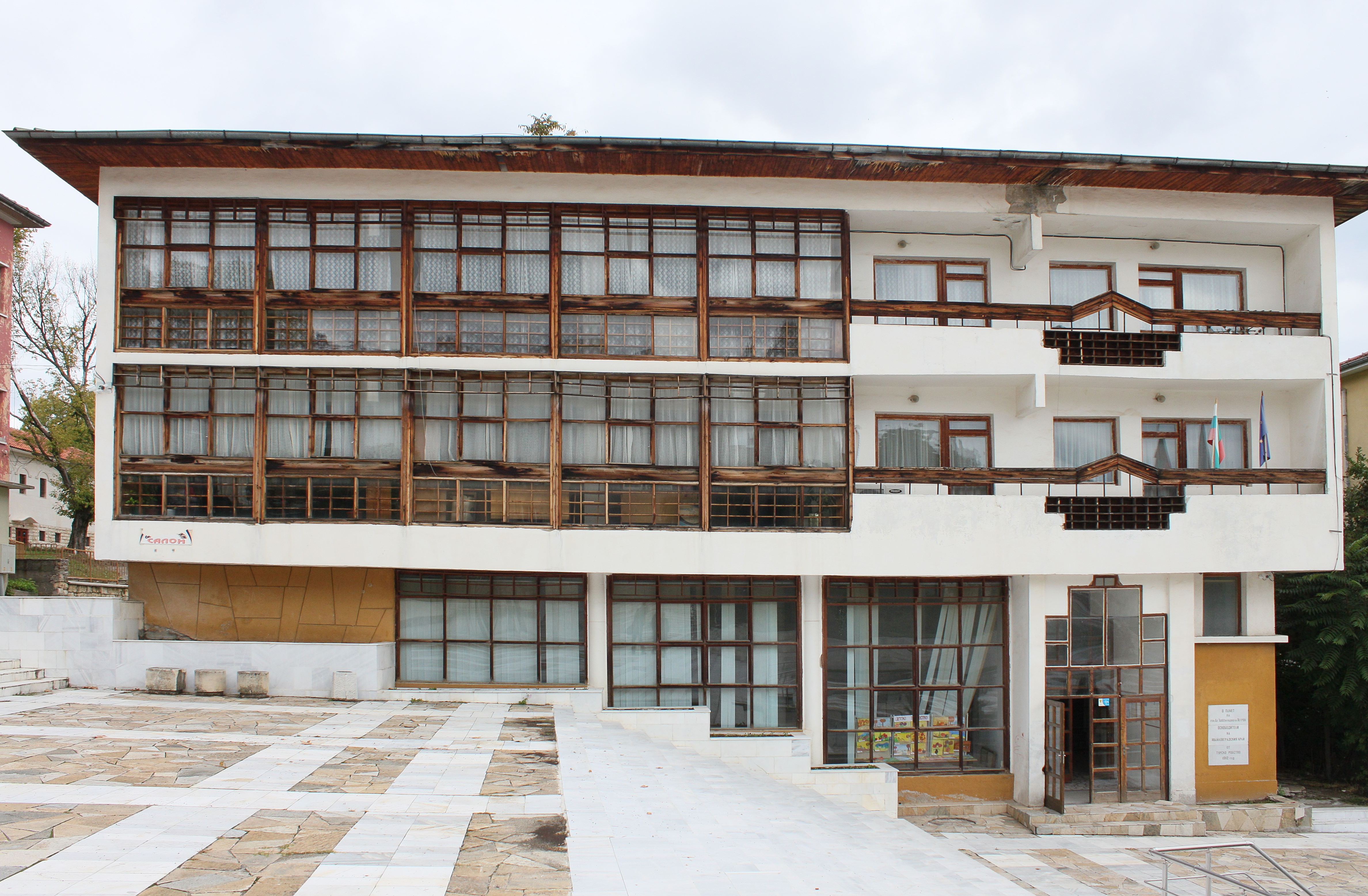
Дитячий центр; 2011

- Ламбо Кючуков, колишній заступник міністра освіти в уряді Жана Віденова, який був розстріляний 7 липня 1995 року[8]
- Петя Павлова, співачка
- Тодор Бояджієв, вчений БАН, Інститут болгарської мови
- І. Р. Терзієв, видавець єдиної івайловградської газети "Беломорець" з 1937 по 1944 роки
- Станіслав Стамболов (1965), оперний співак
- Яні Попніколов Янев (Яні Попов) (1878 - 1954), фракійська воєвода
- Ангел Петров Ангелов - народний музикант, кларнетист.

## Зовнішні посилання
- Голос Івайловграда [Архівовано 6 березня 2019 у Wayback Machine.]
- Туристичний портал для Івайловграда
- Сайт м. Івайловград [Архівовано 6 березня 2019 у Wayback Machine.]
- Інформаційний портал Івайловграда
- Радіо і телебачення в Івайловграді [Архівовано 24 березня 2009 у Wayback Machine.]
- Готелі в Івайловграді